# Catedral de la Santa Trinidad (Laval)
La catedral de la Santa Trinidad de Laval o simplemente catedral de Laval o también catedral de la Trinidad (en francés: Cathédrale de la Sainte-Trinité de Laval o Cathédrale de La Trinité) es una catedral católica Francia erigida en la ciudad de Laval, sede del departamento de Mayenne. Se encuentra en el centro de la ciudad, entre la plaza Hardy-de-Lévaré y la plaza de la Trémoille.
Comenzada en el siglo XI, ha sufrido muchos cambios a lo largo de los siglos, antes de recibir su aspecto actual a principios del siglo XX. Estas múltiples transformaciones le dan un carácter compuesto, sin consistencia real.
La primera sencilla capilla y la iglesia parroquial, se convirtió en una catedral en 1855, durante la creación de la diócesis de Laval. Fue elegida con otras 1034 edificaciones antiguas y medievales que se clasificaron como monumentos históricos en 1840.

## Véase también

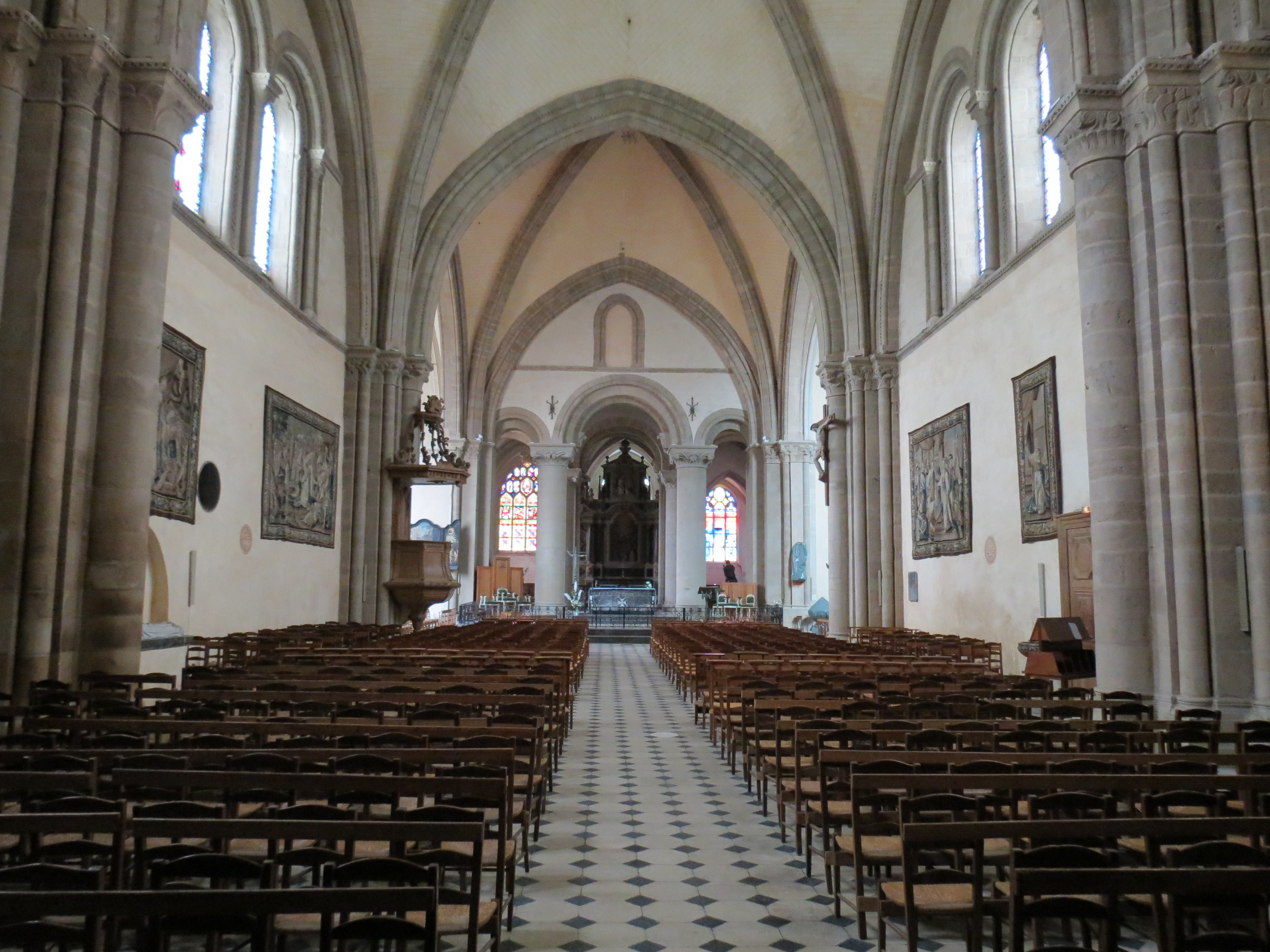
Vista de la catedral